# Ndava
Ndava est une commune de la province de Mwaro, au Burundi. C'est une des six communes de la province avec Bisoro, Gisozi, Kayokwe, Nyabihanga et Rusaka.
La commune a 2 zones et 20 collines, elle est située à proximité de la province Muramvya.

## Géographie
La province de Mwaro est subdivisée en six communes dont Bisoro avec 3 zones et 15 collines, Gisozi avec 2 zones et 14 collines, Ndava avec 2 zones et 20 collines, Kayokwe avec 4 zones et 24 collines, Nyabihanga avec 4 zones et 29 collines ainsi que Rusaka avec 2 zones et 19 collines, soit un total de 17 zones et 131 collines pour toute la province de Mwaro.